# Tonelería

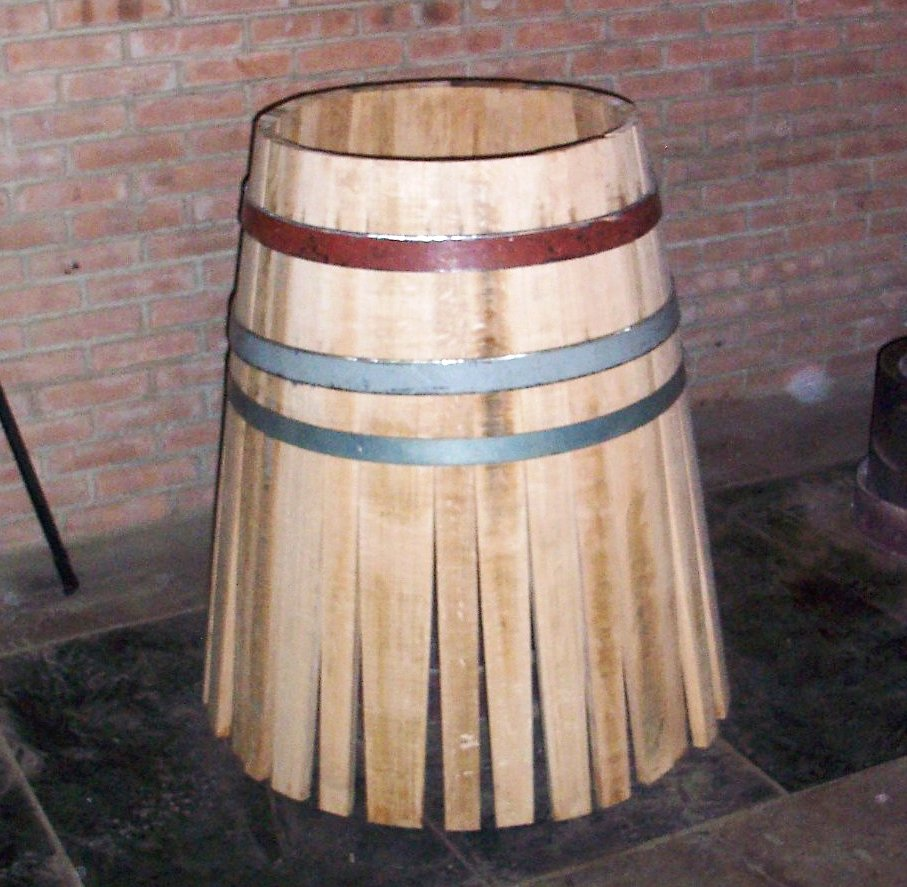
Ensamblaje de un barril.

Tonelería es la fabricación artesanal de recipientes de madera de forma abombada, en general más largos que anchos, ensamblados con aros metálicos y con extremos planos. Aunque recibe su nombre de los toneles, los toneleros también confeccionan barriles, barricas, cubos, cubas, tinas, mantequeras, tubos, fudres, y demás recipientes parecidos. 

## Historia

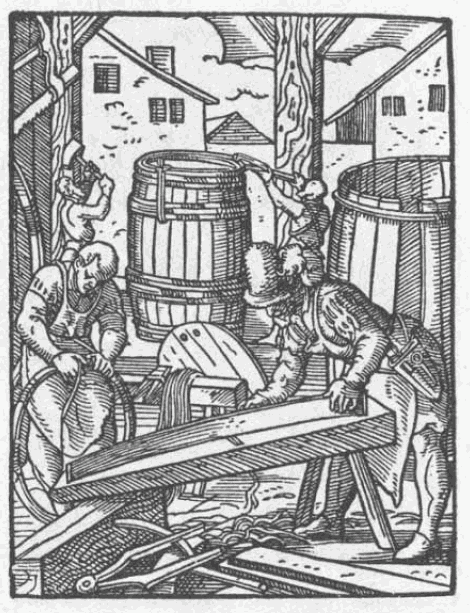
Toneleros en el.

La barrica fue inventada por los celtas y adoptada por los romanos, como lo certifican los bajorrelieves de escenas de sirga, donde los barriles son bien visibles sobre las embarcaciones, datados en el siglo I a. C. Durante más de 2.000 años, los barriles sirvieron de envase a distintos productos, tanto líquidos (vino, cerveza, sidra, agua), como sólidos (grano, salazones e incluso clavos).
Los maestros toneleros empezaron a agruparse en gremios en el siglo IX. En el siglo XIII, entregaron sus estatutos para aprobación al mismo tiempo que otros 121 cuerpos de oficios. En 1444, Carlos VII de Francia confirmó los estatutos de los toneleros o barilliers. Desde entonces a los toneleros se les concede el privilegio de descargadores de vino, siendo los únicos que tienen derecho a descargar el vino que llega por barco.
En la Edad Media los reyes tenían sus propios toneleros, encargados de mantener los barriles. Hacían también la función de escanciadores (función históricamente probada del reino de Carlomagno al de San Luis).

## Proceso de fabricación

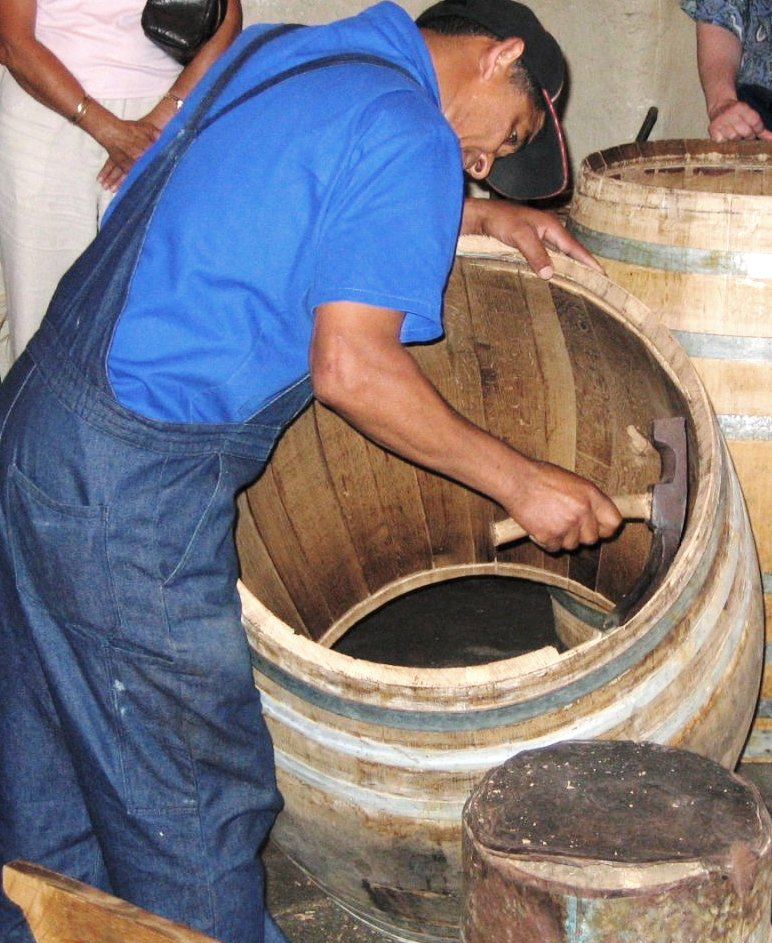
Tonelero preparando el extremo de un barril con la ayuda de una azuela.

Para construir un tonel, el operario empieza por disminuir la anchura de las duelas en sus dos extremidades. Esta operación delicada se hace mediante una garlopa o de una azuela. Ensambla enseguida las duelas así preparadas por medio de un aro de hierro que las mantiene en su lugar mientras coloca en cada uno de sus extremos dos aros de madera (para la sujeción de la madera, el tonelero empleaba mimbre trenzado alrededor de la misma, o más recientemente aros de hierro o zunchos). Ejecuta la misma operación en el otro extremo después de haber hecho tomar a las duelas la curvatura necesaria quemando algunas virutas en el interior. Después con auxilio de un cepillo armado con una pequeña sierra y una placa de hierro (herramienta también conocida como cro) que se aplica sobre el extremo de las duelas practica una ranura que debe recibir el fondo de la pieza. Después hace un taladro que será el agujero por donde se ha de introducir el líquido que se cierra con un tapón de madera, que puede estar perforado por el centro a lo largo, con una llave de cierre, la espita, terminando con sujetar bien las duelas. El procedimiento artesanal ha sido sustituido en buena parte por máquinas que realizan las cuatro principales operaciones.
El principal material utilizado es la madera de roble. El desarrollo del comercio al siglo XIX permitió a los toneleros utilizar con ventaja los robles procedentes de Rusia y Ucrania. El roble blanco de América se utiliza tradicionalmente para envejecer el whisky. En países como Chile, los toneles son confeccionados con madera de raulí o alerce. Cuando el barril servía para almacenar todos los líquidos, aceites o incluso sólidos (pólvora) concebibles, los toneleros utilizaban las maderas disponibles en su zona, adecuando la estanqueidad y la neutralidad del barril en relación con el producto almacenado. Por el contrario, hoy en día se utiliza el barril de roble para los vinos, siendo sus características aromáticas muy apreciadas.

## Vocabulario
Existe un rico vocabulario específico del desarrollo de la profesión en las diversas zonas: chinchá, duelas, arrumadero, hendido, flejes, bojo, chivir,etc.